# Mihai Bucos
Mihai Bucos (n. 1 mai 1950, Șandra, Republica Populară Română) este un fost jucător și antrenor român de rugby.

## Biografie
S-a născut la 1 mai 1950 la Șandra, județul Timiș. A fost primul străin reprezentant tehnic regional al Federației Franceze de Rugby. Internațional român în anii 70-80, a adunat 26 selecții în națională, evoluând și în meciul câștigat cu Franța, 15-12, în 1976. De asemenea, în 1975, a făcut parte din echipa României care a întreprins un istoric turneu în Noua Zeelandă.
Într-o perioadă dură de după Cel de-al Doilea Război Mondial, părinții săi au migrat din Moldova în Banat. Așa se explică faptul că Mihai Bucos s-a născut la Șandra. A fost atras mai întâi de fotbal, pe care l-a practicat la Bârlad, orașul copilăriei sale, până la 18 ani, jucând la echipe locale Rulmentul și Gloria, până la nivel de Divizia C. Spre rugby a fost îndrumat de fratele său mai mare, fiind o dragoste la prima vedere. După ce și la rugby a început tot la formația locală, Rulmentul (1968-1971), a trecut apoi pe rând, la Dinamo București (1971), Farul Constanța (1972-1981), cu care a câștigat 3 titluri de campion (1975, 1976, 1978), ITC Năvodari (1981/82) și Știința Petroșani (1971/72, 1982/83). 
Specializat pe postul de fundaș, dar capabil să joace și uvertură sau centru, pe treisferturi, a evoluat cu succes și pentru echipa națională. A obținut victorie în fața Franței, evoluând și în memorabile partide precum cele din Țara Galilor (12-13), în 1979, sau cu Noua Zeelandă (6-14), la București, în 1981. A fost, totodată, și unul dintre transformerii tricolorilor, alături de Ion Constantin „Penalty King” și Dumitru „Mituș” Alexandru, marcând 46 de puncte pentru aceasta. În 1977, a câștugat cu echipa națională titlul de campion european FIRA.
După încetarea activității competiționale, s-a dedicat antrenoratului, până să plece din România activând la TC Ind. Constanța, Năvodari și Știința Petroșani. Deranjat de ceea ce se întâmpla în România, a ajuns în Franța în 1983, însă venind din Anglia unde a rămas după un turneu al Griviței Roșii. A trecut pe la echipele PUC, CS Villefranche-sur-Saône rugby, CAP Rugby Pontarlier și AS Tournus rugby, la ultimele activând și ca antrenor. S-a stabilit în Strasbourg, unde a lucrat, la nivel de copii și juniori, în cadrul clubului RC Selestat-Giessen. De prin anii 90, timp de peste un deceniu, a îndeplinit funcția de comisar tehnic al Federației Franceze de Rugby în regiunea Alsacia. A fost primul străin ce a ajuns la acest nivel în sportul cu balonul oval din "Hexagon".
Critic al anumitor stări de fapt din rugby-ul nostru, pe la sfârșitul anilor 90 și la începutul noului mileniu, Mihai Bucos a încercat mai apoi să se implice direct. A fost director tehnic al Științei Petroșani, demisionând în martie 2009 după ce aceasta a pierdut (0-41) la Arad, cu CSU Aurel Vlaicu. În același an, alături de Laurențiu Constantin a dus echipa U18 a României pe locul 4 la Campionatul European.
De mai mulți ani s-a stabilit într-o localitate lângă Târgu Neamț.
Mihai Bucos a fost unul dintre rugbyștii români cu o carieră impresionantă care ar putea face subiectul unei cărți voluminoase, carte care ar fi de mare interes pentru cei care iubesc sportul în general, cel cu balonul oval în special.